# Jorge Enrique Adoum

Jorge Enrique Adoum

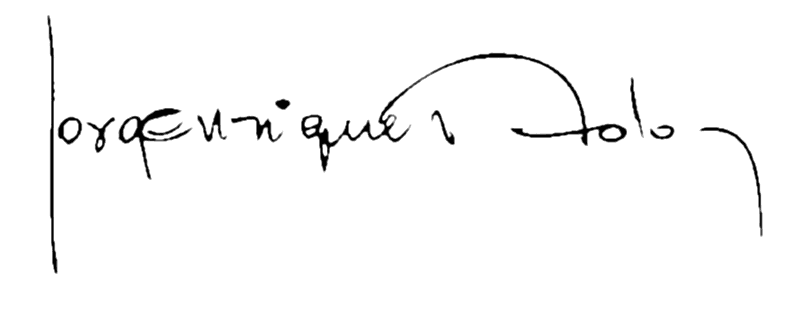

Jorge Enrique Adoum (* 29. Juni 1926 in Ambato; † 3. Juli 2009 in Quito) war ein ecuadorianischer Schriftsteller, Politiker, Essayist und Diplomat. Sein bekanntestes Werk ist der 1976 veröffentlichte Roman Entre Marx y una mujer desnuda, der 1996 von Camilo Luzuriaga verfilmt wurde. Sein Œuvre, in dem er stets soziale Themen behandelte, wurde für den Premio Cervantes nominiert.

## Biografie
Jorge Enrique Adoum wurde 1926 in Ambato geboren. Sein Vater war Jorge Elías Adoum, auch bekannt als Mago Jefa, ein Intellektueller, Naturmediziner und Esoteriker libanesischer Herkunft, der wie sein Sohn als Schriftsteller tätig war. Adoum interessierte sich sehr früh für Literatur. Nachdem er statt in einer Grundschule bei einem Privatlehrer Unterricht bekommen hatte, besuchte er das Colegio San Gabriel in Quito. Während seiner Jugend las Adoum begeistert die Werke Alexandre Dumas’, Jules Vernes und Dostojewskis. Er machte seinen Schulabschluss, den bachillerato, am Instituto Nacional Mejía, wo ihn ein Literaturlehrer namens Humberto Salvador in die Welt von Joyce, Kafka, Proust und vor allem in den Marxismus und die Psychoanalyse eingewiesen hatte.
Jorge Enrique Adoum studierte an der Universidad Central del Ecuador Rechtswissenschaften und Philosophie. Später zog er aus politischen Gründen (um Aktivitäten gegen die Diktatur von Carlos Alberto Arroyo del Río zu unterstützen) nach Chile, wo er an der Universidad de Santiago weiter studierte.
In Santiago lernte Adoum auch Pablo Neruda kennen, dessen Freund und Privatsekretär er anschließend wurde. Diesen Posten übte er zwei Jahre lang aus. Neruda äußerte am 16. Oktober 1952 einer Journalistin gegenüber, der beste Poet Lateinamerikas sei Ecuadorianer. Hierbei bezog er sich auf Adoum, der zu diesem Zeitpunkt erst 25 Jahre alt war.
1948 kehrte Adoum nach Ecuador zurück, wo er verschiedene Aufgaben in der Casa de la Cultura Ecuatoriana übernahm. 1949 veröffentlichte er sein erstes Buch Ecuador amargo, das von Pablo Neruda und Carlos Drummond de Andrade kommentiert wurde. 1952 erhielt er für die ersten beiden Teile seines Hauptwerkes Los cuadernos de la tierra den Premio Nacional de Poesía de Ecuador.
Adoum war Kulturredakteur einer Tageszeitung in Quito, arbeitete an diversen lateinamerikanischen Kulturzeitschriften mit und war Literaturprofessor an verschiedenen Universitäten. Er veröffentlichte weitere poetische Werke, unter anderem Notas del hijo pródigo (1953) und Relato del extranjero (1955). Es folgte ein Band mit kritischen Essays (Poesía del siglo XX), der unter anderem Studien zu Paul Valéry, Rainer Maria Rilke und César Vallejo enthält. Für sein Werk Dios trajo la sombra (1960), den dritten Teil der Cuadernos de la tierra, erhielt er den Premio de Poesía des Casa de las Américas in Havanna. Danach erschien der vierte Teil El dorado y las ocupaciones nocturnas. Im November 1961 wurde Adoum zum Director Nacional de Cultura ernannt, einen Posten, den er bis 1963 ausübte. In diesem Jahr bereiste Adoum im Rahmen eines kulturellen Projekts der UNESCO Ägypten, Indien, Japan und Israel.
Anschließend ließ sich der Schriftsteller in Paris nieder, wo er zunächst als Lektor für spanisch-, portugiesisch- und katalanischsprachige Literatur für den Verlag Gallimard arbeitete, dann als Journalist für Radio und Fernsehen in Frankreich und schließlich als Übersetzer für die UNO und die IAO in Genf tätig war. Dort veröffentlichte er 1969 auch sein Stück El sol bajo las patas de los caballos, zunächst auf Französisch, jedoch wurde es später in sechs weitere Sprachen übersetzt und in vielen europäischen und amerikanischen Ländern aufgeführt. Danach kehrte Adoum nach Paris zurück, wo er bis 1987 Mitglied der Redaktion des Correo de la UNESCO war.
1973 veröffentlichte er in Madrid Informe personal sobre la situación, 1976 in Mexiko den Roman Entre Marx y una mujer desnuda. In diesem Jahr gewann er auch den Premio Xavier Villaurrutia, der damit zum ersten Mal an einen ausländischen Schriftsteller verliehen wurde. 1979 erschien in Barcelona der Lyrikband No son todos los que están. Im selben Jahr erschien ein neues Stück mit dem Titel La subida a los infiernos, das zuerst auf Deutsch und erst später auf Spanisch erschien.
1987 kehrte Adoum nach Ecuador zurück. Zwei Jahre später erhielt er für sein Gesamtwerk den Premio Nacional de Cultura Eugenio Espejo, die höchste kulturelle Auszeichnung der ecuadorianischen Regierung. 1994 wurde ihm die Ehrendoktorwürde der Universidad Autónoma de Santo Domingo in der Dominikanischen Republik verliehen, als er gerade De cerca y de memoria, recuerdos de lecturas, autores y lugares veröffentlicht hatte. 1995 war er Finalist im Wettbewerb um den Premio Rómulo Gallegos de Venezuela.
1996 kam die Verfilmung von Entre Marx y una mujer desnuda in die ecuadorianischen Kinos.
Weitere Veröffentlichungen von Jorge Enrique Adoum waren: Sin ambages - textos y contextos (Essays, 1989), El tiempo y las palabras (1992), El amor desenterrado y otros poemas (1993), Ciudad sin ángel (Roman, Mexiko 1995), Los amores fugaces, (Quito 1998), Ecuador: Señas particulares (Quito 1998), Guayasamín, el hombre, la obra, la crítica (Nürnberg 1998)
…ni están todos los que son (Quito 1999).
Außerdem übersetzte Jorge Enrique Adoum die Lyrik von T. S. Eliot, Langston Hughes, Jacques Prévert, Giannis Ritsos, Vinícius de Moraes, Nazım Hikmet, Fernando Pessoa, Joseph Brodsky und Seamus Heaney ins Spanische.
Im Juni 2005 wurde ihm in Venezuela der Premio Internacional de Novela Rómulo Gallegos verliehen.
Adoum starb im Juli 2009 in Quito und wird neben Oswaldo Guayasamín unter dem „Baum des Lebens“ in dessen „Kapelle für den Menschen“ beigesetzt.

## Politisches Engagement
Am 26. Januar 2006 unterzeichnete Jorge Enrique Adoum zusammen mit weiteren international bekannten Schriftstellern und anderen Persönlichkeiten des öffentlichen Lebens wie Gabriel García Márquez, Mario Benedetti, Ernesto Sabato, Thiago de Mello, Eduardo Galeano, Pablo Armando Fernández, Carlos Monsiváis, Luis Rafael Sánchez, Mayra Montero, Ana Lydia Vega und Pablo Milanés eine Forderung nach Unabhängigkeit für Puerto Rico. Diese wurde im Rahmen des Kongresses der Länder Lateinamerikas und der Karibik für die Unabhängigkeit Puerto Ricos (Congreso Latinoamericano y Caribeño por la Independencia de Puerto Rico) gestellt, der vom 17. bis 19. November 2006 in Panama stattfand. Die Forderung unterstützte eine Resolution, die dem Inselstaat das Recht zusichern würde, die Unabhängigkeit von den USA voranzutreiben. 22 politische Parteien Lateinamerikas unterzeichneten die Resolution.

## Trivia
Gerüchten zufolge ist der wahre Nachname des ecuadorianischen Schriftstellers Adum (ohne das ‚o‘). Möglicherweise wollte Adoum seinen Namen französischer klingen lassen, lebte und arbeitete er doch jahrelang in Frankreich.

## Werke

### Lyrik
- Ecuador Amargo, Quito, Casa de la Cultura Ecuatoriana, 1949
- Carta para Alejandra, Quito, La Andariega, 1952
- Los Cuadernos de La Tierra: I. Los Orígenes, Quito, CCE, 1952
- Los Cuadernos de La Tierra: II. El Enemigo y la Mañana, Quito, CCE, 1952
- Notas del Hijo Pródigo, Quito, Rumiñahui, 1953
- Relato del Extranjero, Quito, Ediciones del Ateneo Ecuatoriano, 1955
- Los Cuadernos de la Tierra: III. Dios Trajo la Sombra, Quito, 1959
- Los Cuadernos de la Tierra: IV. El Dorado y las Ocupaciones Nocturnas, Quito, CCE, 1961
- Yo me fui con tu nombre por la tierra, Quito, Edición Clandestina, 1964
- Informe Personal Sobre la Situación, Madrid, Aguaribay, 1973
- No Son Todos los que están (Poemas,), Barcelona, Seix Barral, 1979
- Poesía Viva del Ecuador - Siglo XX, Quito, Grialbo Ecuatoriana, 1990
- El tiempo y las palabras (Poemas), Quito, Libresa, 1992
- El amor desenterrado y otros poemas, Quito, El Conejo, 1993
- Postales del trópico con mujeres, Valencia, Ediciones Episteme S.L., 1997
- … ni están todos los que son, Quito, Eskeletra Editorial, 1999
- … y en el cielo un huequito para mirar a Quito. La ciudad, la poesía, Quito, Archipiélago, 2004

### Prosa
- Entre Marx y Una Mujer Desnuda, México, Siglo XXI Editores, 1976
- Ciudad sin Ángel, México, Siglo XXI Editores, 1995
- Los Amores Fugaces (Memorias imaginarias), Quito, Seix Barral-Biblioteca Breve, 1997
- Ecuador: Señas Particulares, 1998

### Drama
- El sol bajo las patas de los caballos, Havanna, Casa de las Américas, 1972 (dt.: Die Sonne unter den Pferdehufen, Borkeim-Merten, Lamu Verlag, 1979)
- La subida a los infiernos, Quito, CCE, 1981 (dt.: Die Höllenfahrt, Bornheim-Merten, Lamug Verlag, 1979)

### Essays
- Poesía del siglo XX, Quito, CCE, 1957
- La gran literatura ecuatoriana del 30, Quito, El Conejo, 1984
- Sin ambages (Textos y contextos), Quito, Planeta-Letraviva, 1989
- Ecuador: señas particulares, Quito, Eskeletra Editorial, 1997
- Guayasamín: el hombre, la obra, la crítica / Das Antlitz der Zeit - Guayasamín, Nürnberg, DA Verlag Das Andere, 1998
- Mirando a todas partes, Quito, Seix Barral-Planeta Ecuador, 1999
- De cerca y de memoria —lecturas, autores, lugares—, Havanna, Editorial Arte y Literatura, 2002